# Enrico Carzino
Enrico Carzino (Sampierdarena, 23 de septiembre de 1897 - Génova, 6 de febrero de 1965) fue un futbolista italiano y se desempeñó como portero.
Es considerado uno de los mejores arqueros del siglo XX de Génova junto a Giovanni De Pra. Y el tercero de los años 20, detrás de Combi y De Pra.
Su hijo Luigi Carzino siguió los pasos de su padre como portero de fútbol.

## Carrera
Enrico creció en la Pro Liguria que luego fue absorbido por laSampierdarenese donde debutó en la temporada 1919-1920. 
En su carrera en Sampierdarenese obtuvo el cuarto lugar en las preliminares de liga en la temporada 1919-1920, un quinto puesto en la temporada siguiente, en segundo lugar en 1921-1922, el tercer lugar en el Grupo A de la Primera División 1922-1923, el noveno en el Grupo A de la Primera División 1923-1924 y el décimo en su última temporada.
Carzino dejó en 1925 Sampierdarenese y se trasladó al Genoa, donde debutó el 2 de enero de 1927, en la victoria ante el Napoli terminó 3-2 en el campo a la mesa de Liguria y siempre a favor de Génova por 2-0.
En Genoa permaneció hasta 1930, siempre cubriendo el papel de suplente de Giovanni De Pra, por un total de 18 partidos y pulsando dos veces el título de la División Nacional de la Serie A en 1927-1928 y 1929-1930, concluyendo ambos temporada en segundo lugar.
Luego se retira en el club en 1933 en el Imperia, tercera división de Italia.

## Clubes
| Club            | País   | Año       |
| --------------- | ------ | --------- |
| Pro Liguria     | Italia | 1915-1919 |
| Sampierdarenese | Italia | 1919-1925 |
| Genoa F.C       | Italia | 1925-1931 |
| A.S.P Imperia   | Italia | 1931-1933 |

## Estadísticas
- Actualizado el 27 de septiembre de 2014.[1]

| Club | Div           | Temporada     | Liga  | Liga     | Copas nacionales(1) | Copas nacionales(1) | Torneos internacionales(2) | Torneos internacionales(2) | Total | Total    | Media encajada |
| Club | Div           | Temporada     | Part. | Goles(3) | Part.               | Goles(3)            | Part.                      | Goles(3)                   | Part. | Goles(3) | Media encajada |
| --- | ------------- | ------------- | ----- | -------- | ------------------- | ------------------- | -------------------------- | -------------------------- | ----- | -------- | -------------- |
| Sampierdarenese · Italia |               |               |       |          |                     |                     |                            |                            |       |          |                |
| 1.ª | 1919-1920     | 1             | 2     | -        | -                   | -                   | -                          | 1                          | 2     | 2        |                |
| 1.ª | 1920-1921     | 14            | 15    | -        | -                   | -                   | -                          | 14                         | 15    | 1,07     |                |
| 1.ª | 1921-1922     | 18            | 12    | 3        | 0                   | -                   | -                          | 21                         | 12    | 0,57     |                |
| 1.ª | 1922-1923     | 22            | 22    | 2        | 0                   | 3                   | 5                          | 27                         | 27    | 1        |                |
| 1.ª | 1923-1924     | 22            | 32    | 3        | 1                   | -                   | -                          | 25                         | 33    | 1,32     |                |
| 1.ª | 1924-1925     | 19            | 23    | 4        | 0                   | -                   | -                          | 23                         | 23    | 1        |                |
| Total club | Total club    | 96            | 106   | 12       | 1                   | 3                   | 5                          | 111                        | 112   | 1        |                |
| Genoa · Italia |               |               |       |          |                     |                     |                            |                            |       |          |                |
| 1.ª | 1925-1926     | 0             | 0     | 3        | 0                   | -                   | -                          | 3                          | 0     | 0        |                |
| 1.ª | 1926-1927     | 3             | 4     | 6        | 3                   | -                   | -                          | 9                          | 7     | 0,77     |                |
| 1.ª | 1927-1928     | 4             | 1     | 5        | 1                   | -                   | -                          | 9                          | 2     | 0,22     |                |
| 1.ª | 1928-1929     | 10            | 8     | 2        | 1                   | 1                   | 0                          | 13                         | 9     | 0,69     |                |
| 1.ª | 1929-1930     | 1             | 0     | 4        | 1                   | 1                   | 0                          | 6                          | 1     | 0,16     |                |
| 1.ª | 1930-1931     | 0             | 0     | 17       | 5                   | -                   | -                          | 17                         | 5     | 0,29     |                |
| Total club | Total club    | 18            | 13    | 37       | 11                  | 2                   | 0                          | 57                         | 24    | 0,42     |                |
| Imperia · Italia |               |               |       |          |                     |                     |                            |                            |       |          |                |
| 3.ª | 1931-1932     | 29            | 41    | 7        | 5                   | -                   | -                          | 36                         | 46    | 1,27     |                |
| 3.ª | 1932-1933     | 2             | 0     | 5        | 1                   | -                   | -                          | 7                          | 1     | 0,14     |                |
| Total club | Total club    | 31            | 41    | 13       | 6                   | -                   | -                          | 43                         | 47    | 1,09     |                |
| Total carrera | Total carrera | Total carrera | 145   | 160      | 61                  | 18                  | 5                          | 5                          | 211   | 183      | 0,86           |
| (1) Incluye datos de Copa Italiana y Copas amistosas. (2) Incluye amistosos internacionales y campeonatos amistosos internacionales. (3)Los goles indicados en la tabla se refiere a goles encajados. (4)Temporada 1930-1931 se refiere en Copa Nacional a campeonato de reserva. |               |               |       |          |                     |                     |                            |                            |       |          |                |

## Palmarés
| Título          | Club                                  | Año       |
| --------------- | ------------------------------------- | --------- |
| Sampierdarenese | Campeón Terza Categoria               | 1913-1914 |
| Sampierdarenese | Campeón Seconda Categoria             | 1914-1915 |
| Sampierdarenese | Subcampeón Prima Categoria (F.I.G.C)  | 1921-1922 |
| Sampierdarenese | Subcampeón Torneo San Sebastián       | 1922-1923 |
| Genoa           | Campeón Coppa Mutilati di Cornigliano | 1927-1928 |
| Genoa           | Subcampeón Serie A                    | 1927-1928 |
| Genoa           | Subcampeón Serie A                    | 1929-1930 |
| Genoa           | Campeón Coppa U.L.I.C.                | 1930-1931 |
| Genoa II        | Campeón Seconda Divisione             | 1930-1931 |